# Willémite
La willémite est un minéral de la famille des silicates. De composition Zn2SiO4 (silicate de zinc), elle cristallise dans le système trigonal, son réseau est rhomboédrique, son groupe d'espace {\displaystyle R{\bar {3}}}. 
Elle fut découverte à Moresnet (Belgique), décrite en 1829 par Armand Lévy et nommée en l'honneur de Guillaume Ier des Pays-Bas (Willem I en néerlandais). Un gisement remarquable se trouve à Franklin dans le New Jersey aux USA.
La structure consiste en un réseau tridimensionnel de tétraèdres comportant de façon ordonnée deux cations de zinc et de silicium ; elle est classée parmi les nésosilicates dans la classification de Machatski-Bragg, mais parmi les tectosilicates dans la classification de Zoltai.
Très difficile à tailler, la willémite fournit une gemme très rare.